# Emmanuel des Essarts
Pour les articles homonymes, voir Des Essarts.
Emmanuel des Essarts, né le 5 février 1839 à Paris et mort le 17 octobre 1909 à Lempdes-sur-Allagnon (Haute-Loire), est un poète et professeur d'université français. Il a utilisé le nom de plume de Georges Marcy pour des articles dans la Revue fantaisiste.

## Biographie
Fils d’Alfred des Essarts (1811-1893), poète et écrivain, conservateur de la bibliothèque Sainte-Geneviève et d'Anne-Émilie Doussin-Dubreuil (fille de Jacques-Louis Doussin-Dubreuil, médecin), Emmanuel Alfred Langlois des Essarts naît le 5 février 1839 à Paris.
Il étudie au lycée Henri-IV. Normalien, agrégé de lettres en 1861, il est nommé professeur de rhétorique au lycée de Sens en 1861. Il fait alors la connaissance de Stéphane Mallarmé qui vient d'obtenir son baccalauréat et les deux jeunes gens deviennent amis. Nommé ensuite professeur de rhétorique au lycée impérial d'Avignon, Emmanuel des Essarts fait connaître les félibres (Frédéric Mistral et Théodore Aubanel, notamment) à Stéphane Mallarmé (qui enseigne alors l'anglais à Tournon-sur-Rhône). À 31 ans, il obtient son doctorat ès-lettres. Il devient ensuite professeur à la faculté des lettres de Dijon en 1872, puis à l'université de Clermont-Ferrand en 1874.
Vers la fin du siècle, il soutient de jeunes poètes comme Marc Legrand.
Il a été adjoint au maire de Clermont-Ferrand.
Emmanuel des Essarts meurt le 17 octobre 1909 à Lempdes-sur-Allagnon. Il était chevalier de la Légion d'honneur.

## Œuvres
- Poésies parisiennes, Paris, Poulet-Malassis, 1862. Texte sur Gallica
- Les Élévations, 1864. Texte sur Gallica
- Les Voyages de l'esprit, 1869.
- Du type d'Hercule dans la littérature grecque, 1871.
- De veterum poetarum, tum Greaciae, tum Romae apud Miltonem imitatione, 1871.
- Origines de la poésie lyrique en France au XVIe siècle, 1873.
- Les Prédécesseurs de Milton, 1875.
- Du génie de Chateaubriand, 1876.
- Éloge de la folie, d'Érasme traduction, 1877.
- Contributions aux trois recueils du Parnasse contemporain :
  - en 1866, quatre poèmes : À celle qui est trop loin, Les Délivrés, Placida, Les Vierges ;
  - en 1871, un poème : Les Amants de la liberté ;
  - en 1876, deux poèmes (repris plus tard dans Poèmes de la Révolution) : Épisodes héroïques, I - Lanjuinais, II - Danton au cimetière.
- Poèmes de la Révolution 1789-1796, G. Charpentier, 1879.
- Pallas Athénée, Clermont-Ferrand : impr. de G. Mont-Louis, 1887, prix de poésie de l’Académie française.
- Portraits de maîtres, Perrin et Cie, 1891. Table des matières : Chateaubriand, Lamartine, Alfred de Vigny, George Sand, Béranger, Sainte-Beuve, Michelet, Théophile Gautier, Victor de Laprade, Edgar Quinet, Victor Hugo. texte sur Gallica.
- L'Illustre Théâtre, comédie en un acte, Crépin-Leblond imprimeur-éditeur, 1900. texte sur Gallica.
- L’École parnassienne — Son histoire et sa doctrine, in « Revue politique et littéraire — Revue bleue », 1er juillet 1902, p. 16 ; texte sur Gallica